# Paul van Tienen

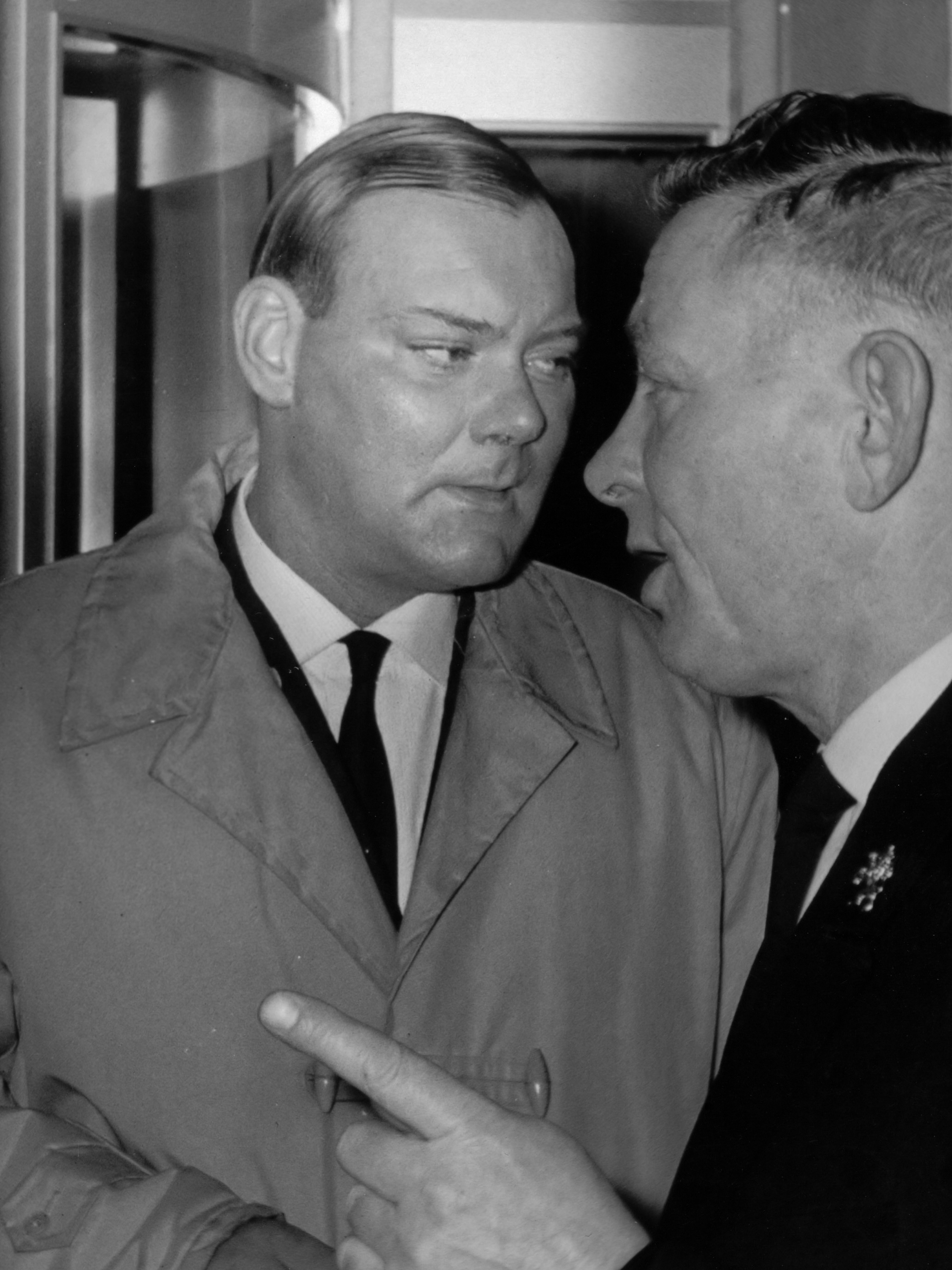
Paul van Tienen (links) in gesprek met de bode van het gerecht (1964)

Paul van Tienen (Yogyakarta, 10 januari 1921 – La Manga del Mar Menor, ca. 1995) was een Nederlandse Untersturmführer en extreemrechts politicus.

## Levensloop
Tijdens de Tweede Wereldoorlog was Van Tienen lid van de Waffen-SS nadat hij zich in 1940 als vrijwilliger had aangesloten en werd Untersturmführer. Hij was actief aan het Oostfront in een propaganda-divisie gedurende de hele oorlog.
In 1948 werd hij veroordeeld, maar een jaar later kreeg hij gratie omdat hij geacht werd minderjarig te zijn geweest toen hij lid werd van de Waffen-SS. In tegenstelling tot veel andere collaborateurs verloor Van Tienen zijn stemrecht en Nederlands staatsburgerschap niet. Na de oorlog zette hij zijn politiek activisme voort en was hij betrokken bij de European Social Movement (ESM) van Per Engdahl, een internationale fascistische organisatie waarvan hij in 1951 in Malmö de eerste vergadering bijwoonde. In het zog van de door de overheid getolereerde Stichting Oud Politieke Delinquenten richtte hij samen met Jan Wolthuis in 1953 de Nationaal Europese Sociale Beweging op, een politieke partij van neonazi's. Deze werd echter een jaar later verboden en ontbonden door een rechter, een vonnis dat door de Hoge Raad der Nederlanden in 1955 werd bekrachtigd. Zijn activiteiten met deze partij/organisatie leidde tot zijn arrestatie in 1953 en hij werd veroordeeld tot twee maanden gevangenisstraf.
Tijdens de jaren 50 en 60 had Van Tienen een boekhandel in Utrecht van waaruit hij revisionistische artikelen redigeerde in een aantal onregelmatig verschijnende tijdschriften zoals het Sociaal Weekblad, Revisie en Nederlands Archief der Conservatieve Revolutie. Onder andere hierdoor werd hij nauw in het oog gehouden door de Binnenlandse Veiligheidsdienst (BVD), wat ook blijkt uit de dossiers die door de BVD zijn vrijgegeven. Van Tienen werd opnieuw gearresteerd en veroordeeld in 1965 wegens het beledigen van een deel van de Nederlandse bevolking wegens het verspreiden van antisemitische literatuur via zijn postorderbedrijfje Boekhandel Europa. Hiervoor kreeg hij een gevangenisstraf van drie maanden en drie maanden voorwaardelijk.
Van Tienen vluchtte naar Spanje, waar hij een arcadehal had en vermoedelijk stierf in de loop van 1995.